# James Sowerby
James Sowerby (Lambeth, 21 de março de 1757 – Lambeth, 25 de outubro de 1822) foi um ilustrador e naturalista britânico.

## Carreira
São dele as gravuras de A Specimen of the Botany of New Holland, primeiro livro sobre a flora australiana, escrito por James Edward Smith. O uso de cores vivas e textos acessíveis visava atingir um público cada vez maior em obras de história natural. A abreviação padrão do autor, Sowerby, é usada para indicar essa pessoa como o autor ao citar um nome botânico.

## Publicações
- Sowerby, James (1804). English Botany; Or, Coloured Figures of British Plants, with Their Essential characters, synonyms, and places of growth. To which will be added, occasional remarks. Londres: Robert Hardwicke

## Publicações como ilustrador (seleção)
- William Curtis: Flora Londinensis. 1777.
- James Edward Smith: A Specimen of the Botany of New Holland (1793–1795).
- Anleitung zur naturgetreuen Zeichnung vom Pflanzen: A Botanical Drawing-Book, or an easy introduction to drawing flowers according to nature. 1789, 2ª edição 1791
- George Shaw, James Edward Smith: Zoology of New Holland. 1794.
- James Edward Smith: A Specimen of the Botany of New Holland (1793–1795).
- Coloured figures of English Fungi or mushrooms. Editora: J. Davis, Londres 1797-1815 (volumes 1-4).
- The British miscellany, or, Coloured figures of new, rare, or little known animal subjects. Londres 1806 doi:10.5962/bhl.title.41623.
- John Mawe: Familiar Lessons on Mineralogy and Geology. 1819; 10a. edit. 1828 (archive.org).
- Mineral Conchology of Great Britain. Meredith, Londres 1841 strasbg.fr (Memento vom 21. julho 2011 im Internet Archive).